# Neocharitopus crassus
Neocharitopus crassus är en stekelart som först beskrevs av Prinsloo och Annecke 1979.  Neocharitopus crassus ingår i släktet Neocharitopus och familjen sköldlussteklar. Inga underarter finns listade i Catalogue of Life.